# کیتی سندوینا
کیتی سندوینا (به انگلیسی: Katie Sandwina) با نام اصلی کاترین برومباخ (۶ می ۱۸۸۴–۲۱ ژانویه ۱۹۵۲) یک زن قوی و بازیگر سیرک بود.